# Hrubý potok
Der Hrubý potok ist ein linker Nebenfluss der Velička in Tschechien.

## Geographie
Der Hrubý potok entspringt am Westhang des Šibenický vrch (707 m) in den Weißen Karpaten. Seine Quelle liegt südlich von Nová Lhota, etwa einen Kilometer von der Grenze zur Slowakei entfernt. An seinem Lauf in westliche Richtung bildet er das tief eingeschnittene Tal Filipovské údolí. Dort liegen das Forsthaus Liščí Bouda und die Feriensiedlung Filipov. Der Unterlauf des Hrubý potok führt gegen Nordwesten durch Javorník, wo er schließlich in die Velička mündet.
Der Hrubý potok hat eine Länge von 7,1 km, sein Einzugsgebiet beträgt 14,3 km².